# Dialeurolonga africana
Dialeurolonga africana es un hemíptero de la familia Aleyrodidae, con una subfamilia: Aleyrodinae.
Fue descrita científicamente por primera vez por Newstead en 1921.